# Anoplischius
Anoplischius is een geslacht van kevers uit de familie  
kniptorren (Elateridae).
Het geslacht is voor het eerst wetenschappelijk beschreven in 1859 door Ernest Candèze.

## Soorten
Het geslacht omvat de volgende soorten:
- Anoplischius acallus Candèze, 1863
- Anoplischius aeneipennis Schwarz, 1904
- Anoplischius aeoloides Candèze, 1881
- Anoplischius anemicus Candèze, 1900
- Anoplischius anguinus Erichson, 1847
- Anoplischius angularis Schwarz, 1906
- Anoplischius anthracinus Candèze, 1863
- Anoplischius ater Schwarz, 1902
- Anoplischius athooides Steinheil, 1875
- Anoplischius atractodes Candèze, 1863
- Anoplischius attenuatus Steinheil, 1875
- Anoplischius bicarinatus Candèze, 1863
- Anoplischius boraceiensis Casari-Chen & Costa, 1992
- Anoplischius brevipes Schwarz, 1906
- Anoplischius bruchi Schwarz, 1906
- Anoplischius brunneus (Fleutiaux & Salle, 1889)
- Anoplischius candezei Fleutiaux, 1907
- Anoplischius castaneipennis Candèze, 1863
- Anoplischius cattleyae Fleutiaux, 1891
- Anoplischius chalcopterus Champion, 1895
- Anoplischius claudii Candèze, 1863
- Anoplischius clavus Candèze, 1865
- Anoplischius compressicornis Steinheil, 1875
- Anoplischius conicicollis Candèze, 1863
- Anoplischius conicipennis Schwarz, 1902
- Anoplischius conicus Candèze, 1900
- Anoplischius corallinicollis Candèze, 1863
- Anoplischius cubitas Zayas, 1988
- Anoplischius curticollis Champion, 1895
- Anoplischius depressipennis Candèze, 1863
- Anoplischius dimidiatus Zayas, 1988
- Anoplischius diplotrichus (Schwarz, 1902)
- Anoplischius divisus Champion, 1895
- Anoplischius dorsalis Schwarz, 1900
- Anoplischius ebeninus Steinheil, 1875
- Anoplischius egaensis Candèze, 1881
- Anoplischius elegans Champion, 1895
- Anoplischius elegantulus Candèze, 1881
- Anoplischius flavescens Schwarz, 1906
- Anoplischius flavicollis Champion, 1895
- Anoplischius foveifrons Champion, 1895
- Anoplischius furvus Champion, 1895
- Anoplischius glis Candèze, 1863
- Anoplischius griseopilosus Candèze, 1897
- Anoplischius haematopus Candèze, 1859
- Anoplischius hemipyrrhus Candèze, 1859
- Anoplischius hirtellus Candèze, 1859
- Anoplischius insolitus Candèze, 1897
- Anoplischius landolti Steinheil, 1877
- Anoplischius larochei Steinheil, 1875
- Anoplischius lateralis Candèze, 1859
- Anoplischius laticollis (Eschscholtz, 1829)
- Anoplischius limatus Candèze, 1889
- Anoplischius lineatus Champion, 1895
- Anoplischius longipennis Candèze, 1859
- Anoplischius longulus Candèze, 1859
- Anoplischius lucidus Champion, 1895
- Anoplischius maculicollis Champion, 1895
- Anoplischius melanotides Candèze, 1859
- Anoplischius melanotiformis Candèze, 1881
- Anoplischius melanotoides Candèze, 1881
- Anoplischius melanurus (Schwarz, 1902)
- Anoplischius mexicanus Champion, 1895
- Anoplischius molliculus Candèze, 1859
- Anoplischius morosus Candèze, 1859
- Anoplischius mus Candèze, 1859
- Anoplischius mutabilis Schwarz, 1904
- Anoplischius nigrinus Candèze, 1859
- Anoplischius nigrolaterus Schwarz, 1904
- Anoplischius obscurus Kirsch, 1866
- Anoplischius pallidipes Candèze, 1859
- Anoplischius pallidus Champion, 1895
- Anoplischius parallelus Steinheil, 1875
- Anoplischius parvulus Champion, 1895
- Anoplischius piliger Champion, 1895
- Anoplischius pilosus Candèze, 1859
- Anoplischius planicollis Erichson, 1847
- Anoplischius pubescens Candèze, 1859
- Anoplischius punctatissimus Schwarz, 1904
- Anoplischius punctatus Candèze, 1859
- Anoplischius pyronotus Candèze, 1859
- Anoplischius ripurus Candèze, 1859
- Anoplischius ruficeps Candèze, 1865
- Anoplischius rufulus Candèze, 1859
- Anoplischius rusticus Candèze, 1881
- Anoplischius sagranianus (Du Val, 1857)
- Anoplischius sanguinicollis Champion, 1895
- Anoplischius semiaeneus Champion, 1895
- Anoplischius semiruber Candèze, 1897
- Anoplischius sobrinus Champion, 1895
- Anoplischius substriatus Schwarz, 1906
- Anoplischius sulcifrons Candèze, 1859
- Anoplischius suturalis Zayas, 1988
- Anoplischius suturalis Candèze, 1881
- Anoplischius teapensis Champion, 1895
- Anoplischius testaceus Candèze, 1859
- Anoplischius transversus Candèze, 1859
- Anoplischius trapezicollis Candèze, 1859
- Anoplischius trivittatus Schwarz, 1904
- Anoplischius variabilis Champion, 1895
- Anoplischius venustus Du Val, 1857
- Anoplischius vestitus Candèze, 1859
- Anoplischius vitticollis Candèze, 1859